# Skaftvinda
Skaftvinda (Convolvulus cantabrica) är en vindeväxtart som beskrevs av Carl von Linné. Skaftvindan ingår i släktet vindor, och familjen vindeväxter. Inga underarter finns listade i Catalogue of Life.

## Bildgalleri

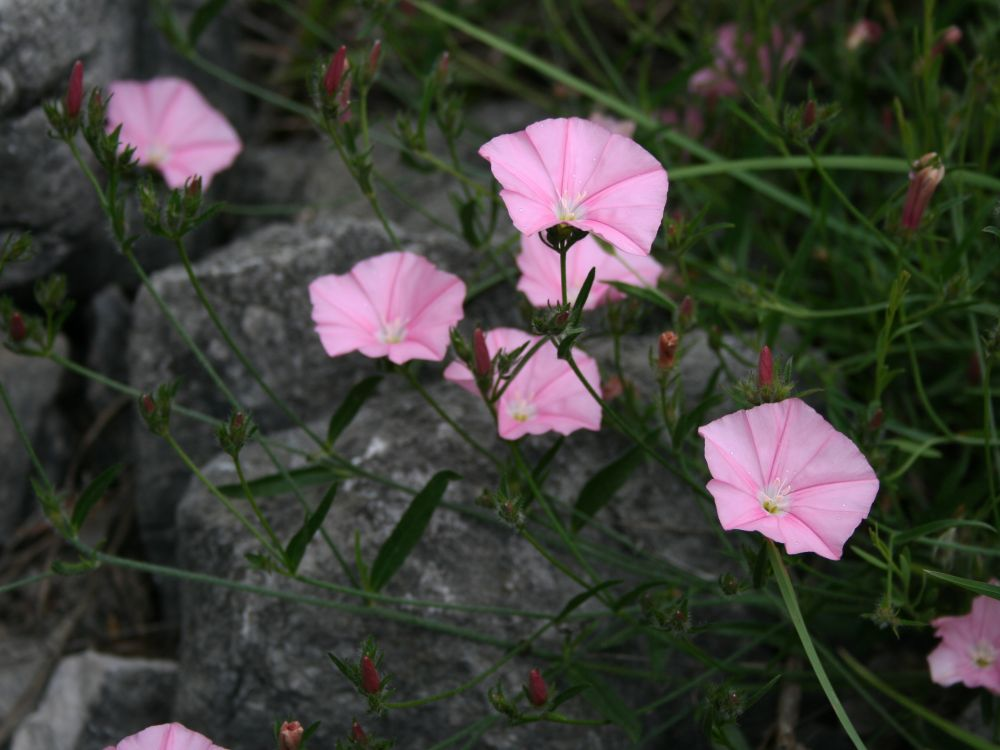
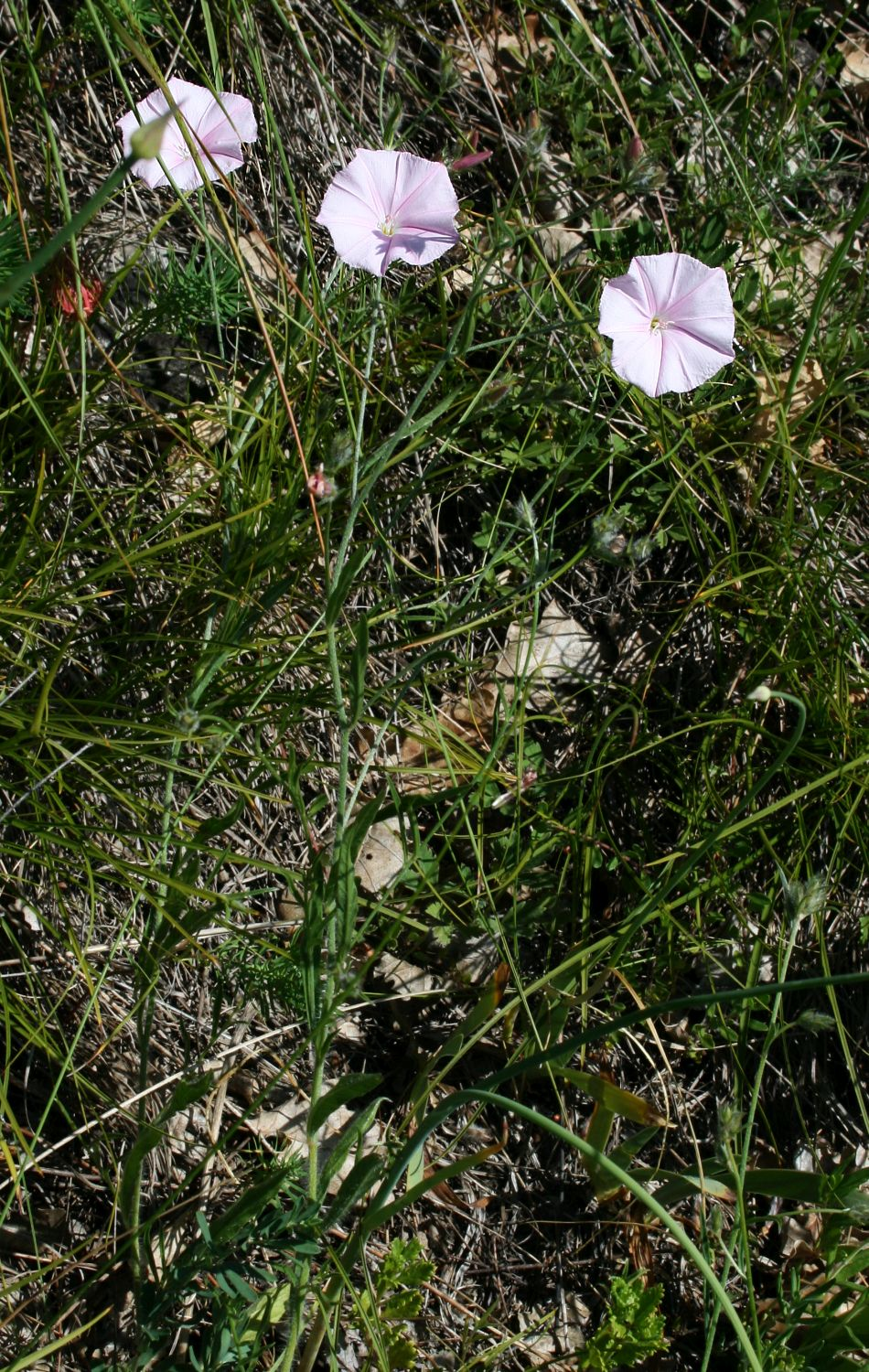
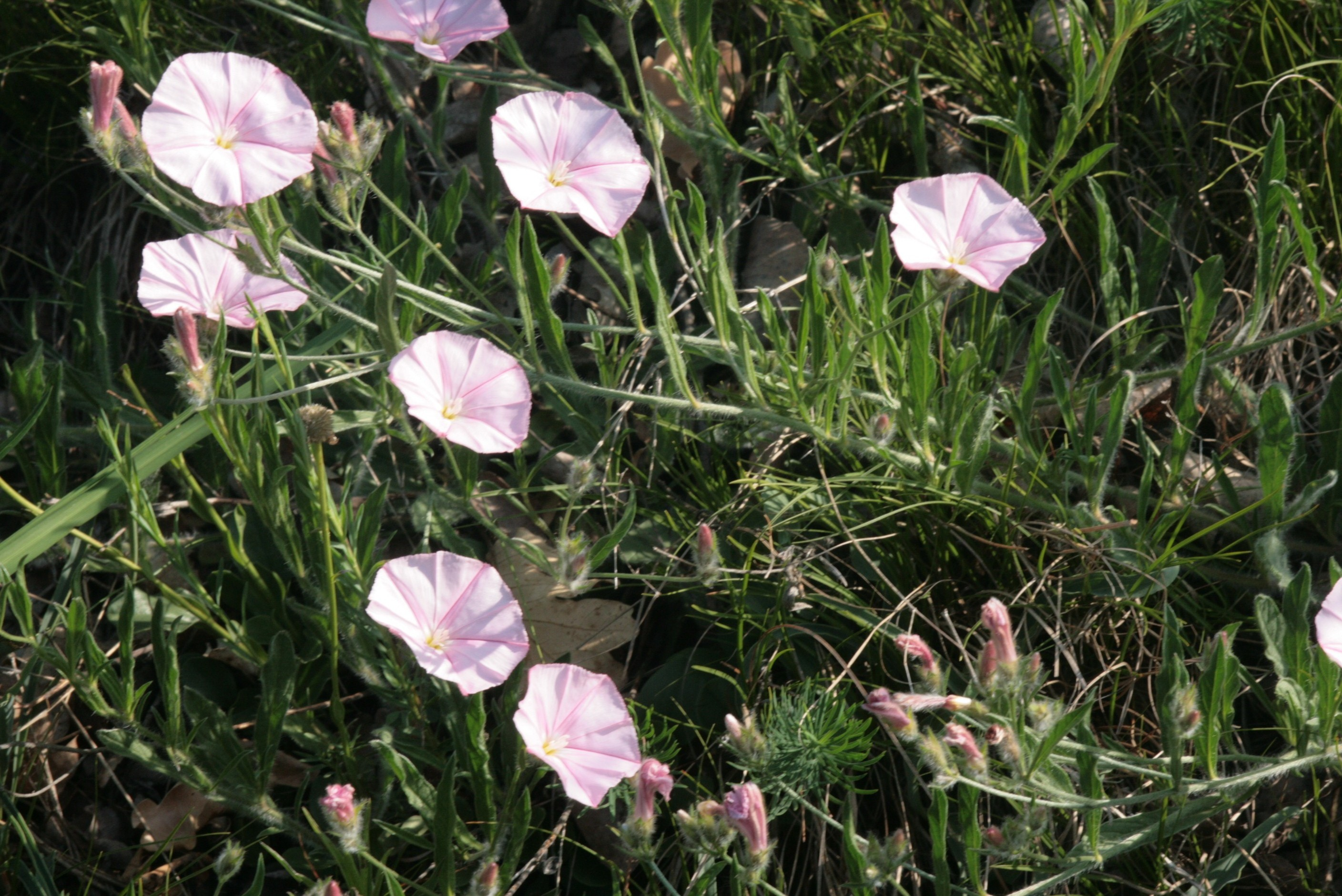
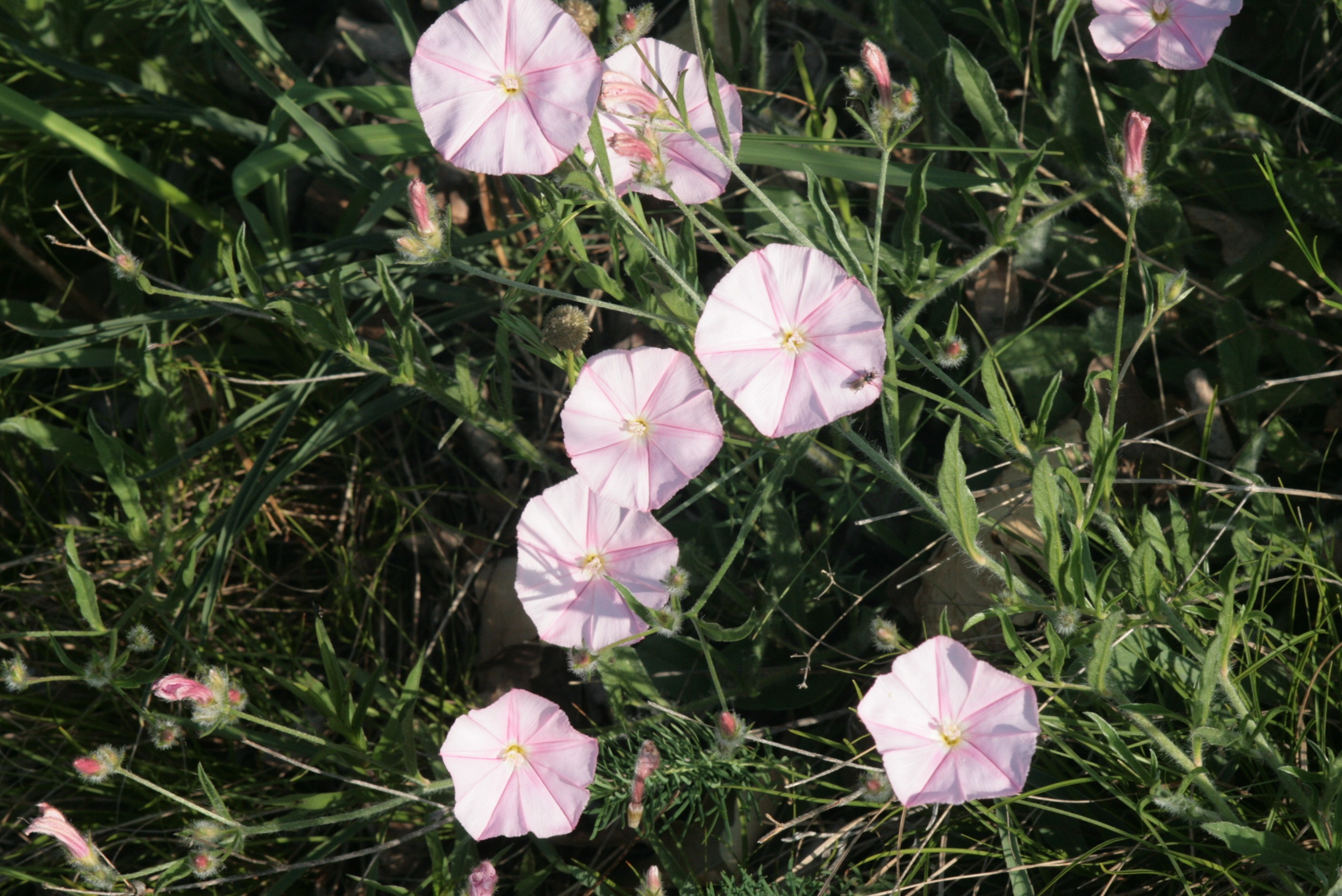
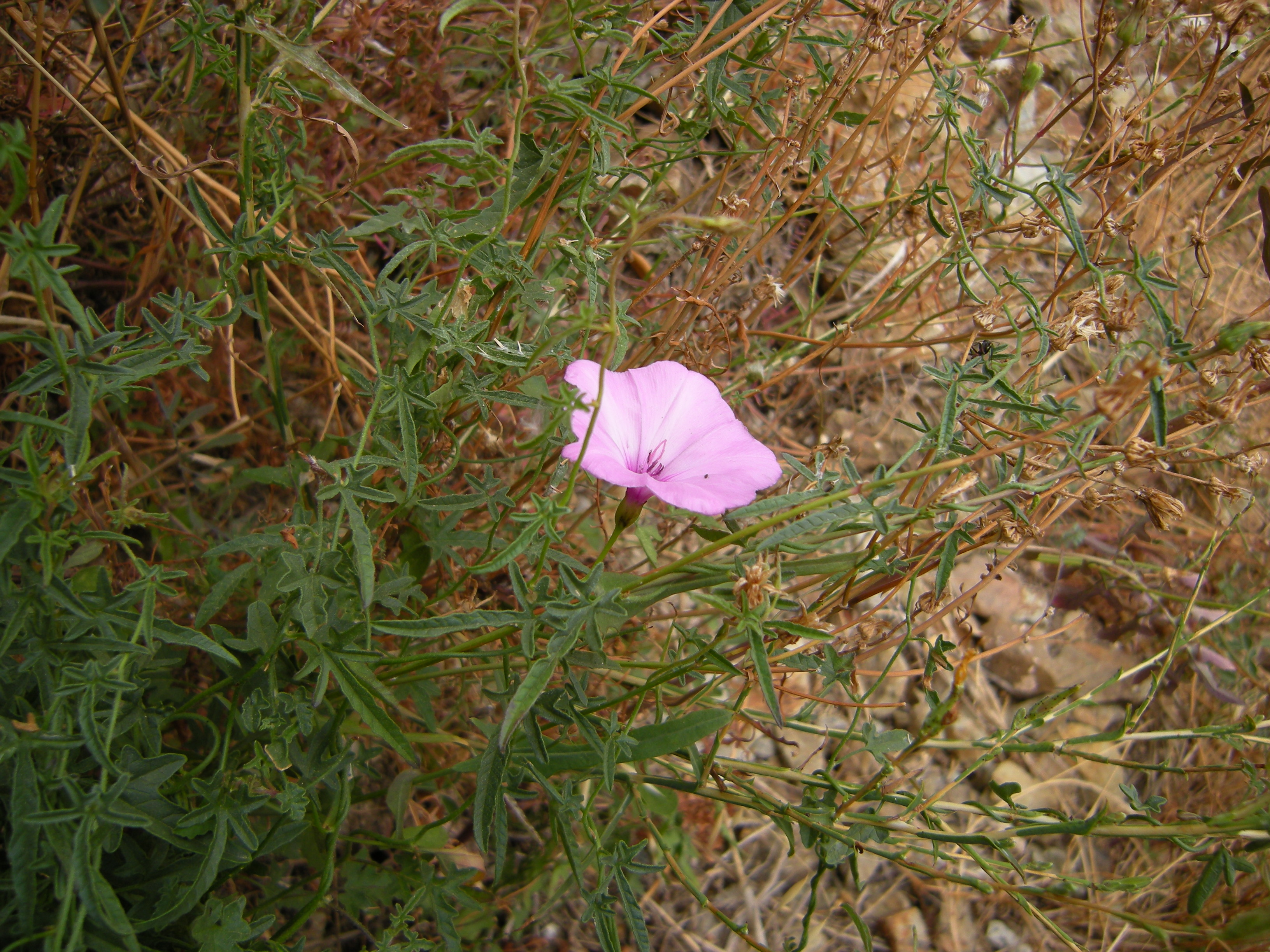
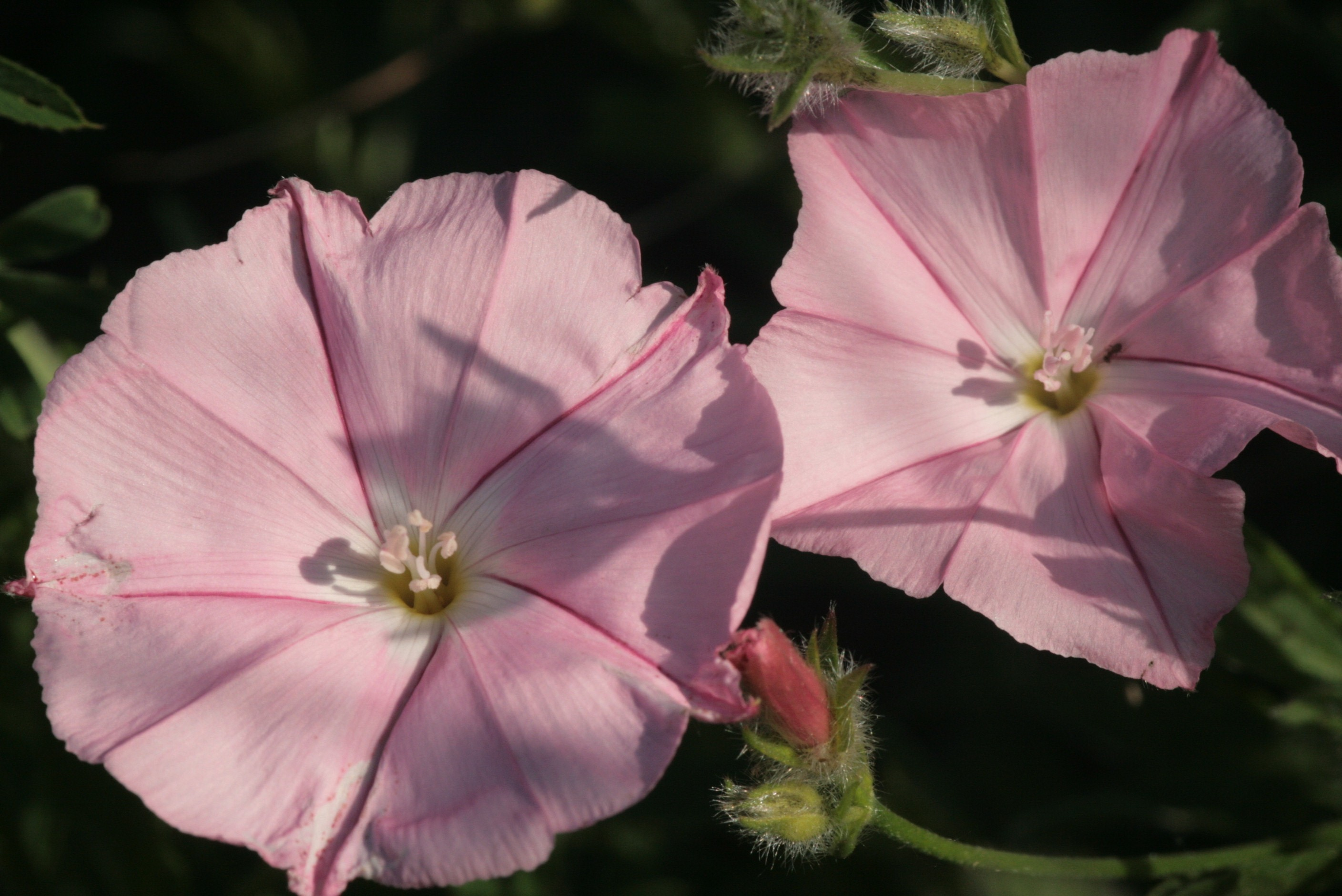